# 113 Amalteia
113 Amalteia é um asteroide rochoso bastante típico do cinturão principal localizado na região interna do cinturão. Ele é classificado como um asteroide tipo S. Ele possui uma magnitude absoluta de 8,74 e tem um diâmetro de 46,14 quilômetros.

## Descoberta e nomeação
113 Amalteia foi descoberto em 12 de março de 1871 pelo astrônomo Karl Theodor Robert Luther. Este asteroide foi nomeado em honra a Amalteia, um personagem da mitologia grega. Um dos pequenos satélites internos de Júpiter, sem relação com 113 Amalteia, é também chamado de Amalteia.

## Características orbitais
A órbita de 113 Amalteia tem uma excentricidade de 0,0863561 e possui um semieixo maior de 2,3762654 UA. O seu periélio leva o mesmo a uma distância de 2,1710604 UA em relação ao Sol e seu afélio a 2,581 UA.